# Axiodes sectilis
Axiodes sectilis là một loài bướm đêm trong họ Geometridae.